# RDS-1
RDS-1 (ros. РДС-1) – pierwszy radziecki ładunek jądrowy, którego eksplozja miała miejsce 29 sierpnia 1949, co było pierwszą radziecką eksplozją jądrową. Konstrukcja RDS-1 była kopią amerykańskiej konstrukcji ładunku o kryptonimie Gadget, który eksplodował 16 lipca 1945, użytego następnie w bombie Fat Man, zrzuconej na Nagasaki 9 sierpnia 1945.
Ładunek RDS-1 opracowano w biurze konstrukcyjnym KB-11 (Arzamas-16). Eksplozja nastąpiła na szczycie 30-metrowej wieży, ustawionej na poligonie pod Semipałatyńskiem w Kazachstanie. Masa ładunku wynosiła około 4 ton. Według oficjalnych informacji radzieckich, siła eksplozji sięgnęła 22 kiloton, jednakże badania siły eksplozji metodą pomiaru siły fali uderzeniowej wskazywały, iż eksplozja miała siłę około 10 kiloton.